# Hisham Moebarak
Hisham Moebarak (1963 – Caïro, 12 januari 1998) was een vooraanstaand Egyptische mensenrechtenadvocaat en politiek analist over de situatie in Egypte. Hij was oprichter en directeur van het Centrum voor Mensenrechten en Juridische Hulp in Caïro. Postuum werd in 1999 in zijn naam het Centrum Hisham Moebarak voor Recht opgericht.

## Biografie
Moebarak studeerde rechten aan de Universiteit van Caïro en behaalde hier zijn graad in 1985. Tijdens zijn studie werd hij lid van de linkse studentenbeweging en maakte hij campagne voor onder meer de rechten voor Palestijnen. In 1989 werd hij opgepakt toen hij meedeed aan een protestdemonstratie voor hogere lonen voor ijzer- en staalarbeiders. In de gevangenis werd hij gemarteld en geslagen en raakte hij gedeeltelijk doof aan een oor.
Deze ervaring betekende een ommekeer in zijn leven en hij besloot om zich met gebruikmaking van het Egyptische recht in te gaan zetten voor mensenrechten. Hiervoor volgde hij verdiepingscursussen bij Amnesty International in Londen en bij twee van de weinige onafhankelijke burgerrechtenbewegingen in Egypte.
In 1993 werd Moebarak voor zijn verdediging van mensenrechten onderscheiden met een internationale mensenrechtenprijs van het sportmerk Reebok. Met het prijzengeld hielp hij in 1994 het Center for Human Rights Legal Aid (Centrum voor Juridische Mensenrechten Hulp) in Caïro op te zetten en werd hij als directeur de drijvende kracht achter het centrum.
Het centrum biedt sindsdien bij schending van mensenrechten juridische ondersteuning voor wie het recht op een advocaat wordt ontzegd. Verder brengt het politieke analyses en situatieschetsen voort, en rapporten over foltering op politiebureaus en over andere schendingen van mensenrechten.
Al vrij snel na de oprichting breidde het centrum zich uit met twee regionale kantoren, in Alexandrië en Aswan. Het hielp verder met de oprichting van andere centra, zoals in 1995 met een centrum voor juridische hulp aan vrouwen - 1.400 in de eerste drie jaar - met ondersteuning op het gebied van echtscheiding, kindhechtenis, alimentatie en verschillende vormen van discriminatie.
Na de slachting van Luxor in november 1997, waarbij zestig toeristen het leven lieten, nam hij de verdediging op zich van honderden Egyptenaren die in de nasleep waren opgepakt. Terwijl hij op 12 januari 1998 nog voor een cliënt had gewerkt en een interview aan een journalist had gegeven, werd hij uren later ziek opgenomen in een ziekenhuis in Caïro. Hier overleed hij 's avonds op 35-jarige leeftijd aan een hartaanval.